# Regimiento de Infantería de Montaña 21
El Regimiento de Infantería de Montaña 21 "Tte. Gral. Rufino Ortega" (RIM 21) es una unidad de infantería del Ejército Argentino con asiento en la guarnición militar de Las Lajas, Provincia de Neuquén, y que pertenece a la VI Brigada de Montaña "Gral. Div. Conrado Excelso Villegas", en el marco de la 2.ª División de Ejército "Ejército del Norte".
Su lema es «escuela de hombres».

## Historia

### Organización
El Regimiento de Infantería de Montaña 21 fue creado el 19 de agosto de 1937.
En 1960 el I Batallón se convirtió en Regimiento y cuatro años después se trasladó a Las Lajas.
En 1997 el RIM 21 fue desactivado.
El 1 de enero de 2005, mediante resolución del jefe del Estado Mayor General del Ejército, teniente general Roberto Bendini, se reactivó el RIM 21.

### En operaciones
El Regimiento de Infantería de Montaña 21 integró el Agrupamiento B que se desplazó a la provincia de Tucumán por orden del Comando General del Ejército para reforzar la V Brigada de Infantería que llevaba adelante el Operativo Independencia. El Agrupamiento B se turnaba con los Agrupamientos A y C, creados para el mismo fin.
Entre los años 1975 y 1977, el Regimiento 21 participó en Bahía Blanca de diferentes operaciones del terrorismo de Estado en Argentina.

## Patrón
El nombre del regimiento homenajea al teniente general Rufino Ortega, militar argentino.